# Gelderswoude
Gelderswoude is een voormalige buurtschap, maar sinds 1 juni 2009 een dorp in de gemeente Zoeterwoude, in de Nederlandse provincie Zuid-Holland. Het bestaat eigenlijk uit één weg, waarlangs de huizen en boerderijen zijn gebouwd, twee fietspaden, het Gelderswoudse Kerkpad en het Molenslootpad. Er zijn ongeveer vijfentwintig huizen, waarvan een aantal boerderij is. Het dorp heeft ongeveer 75 inwoners.
Gelderswoude ligt hemelsbreed slechts een kilometer van de bebouwing van Zoetermeer. Gelderswoude ligt ook dicht bij Benthuizen, en ligt aan de weg die Benthuizen met Zoeterwoude-Rijndijk verbindt.
Gelderswoude geniet internationale bekendheid vanwege de sterke prestaties op de Europese en wereldkampioenschappen touwtrekken. Touwtrekvereniging Gelderswoude behaalde sinds 2013 meerdere podiumplaatsen.

## Afbeeldingen

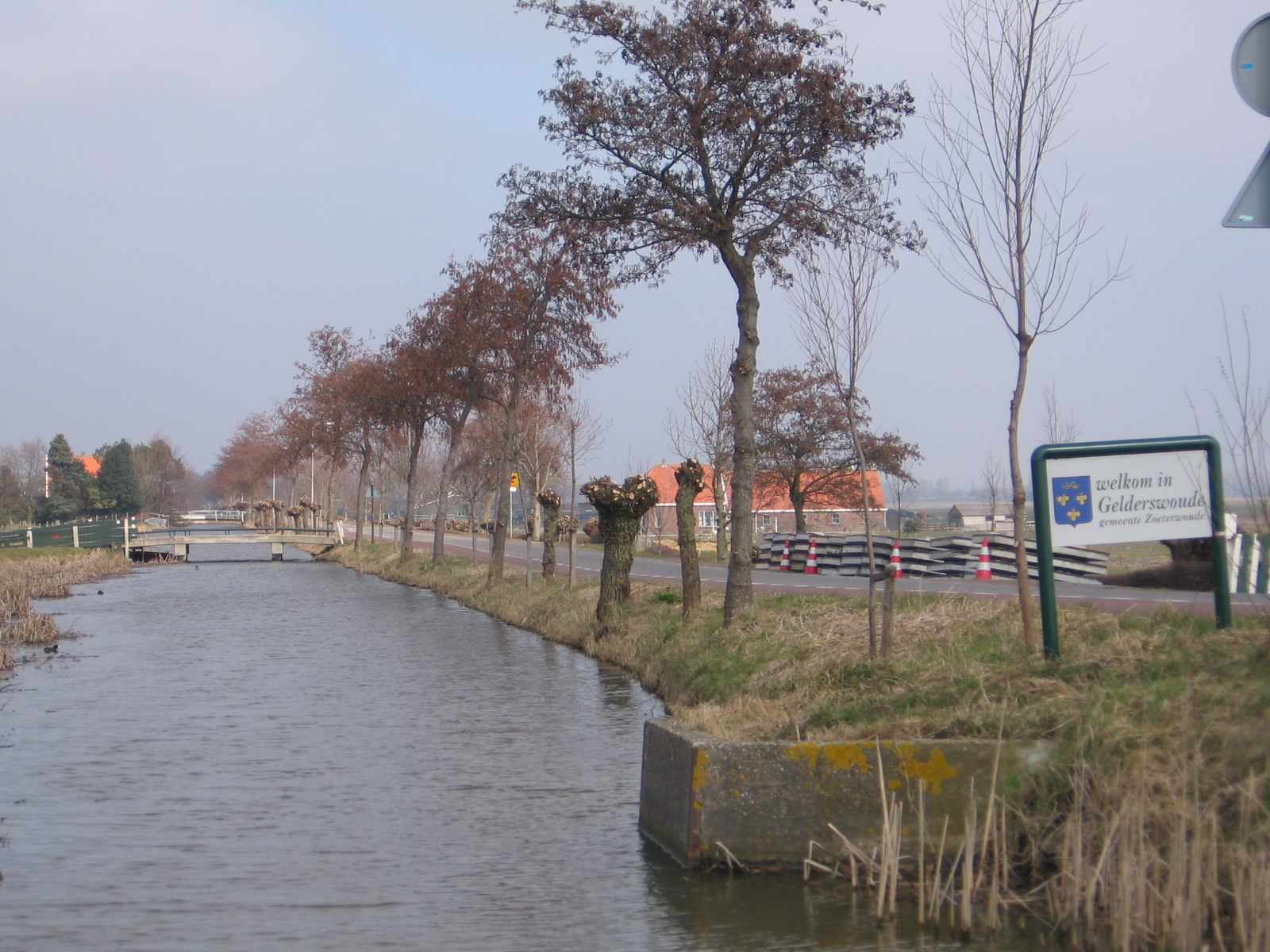
Gelderswoude
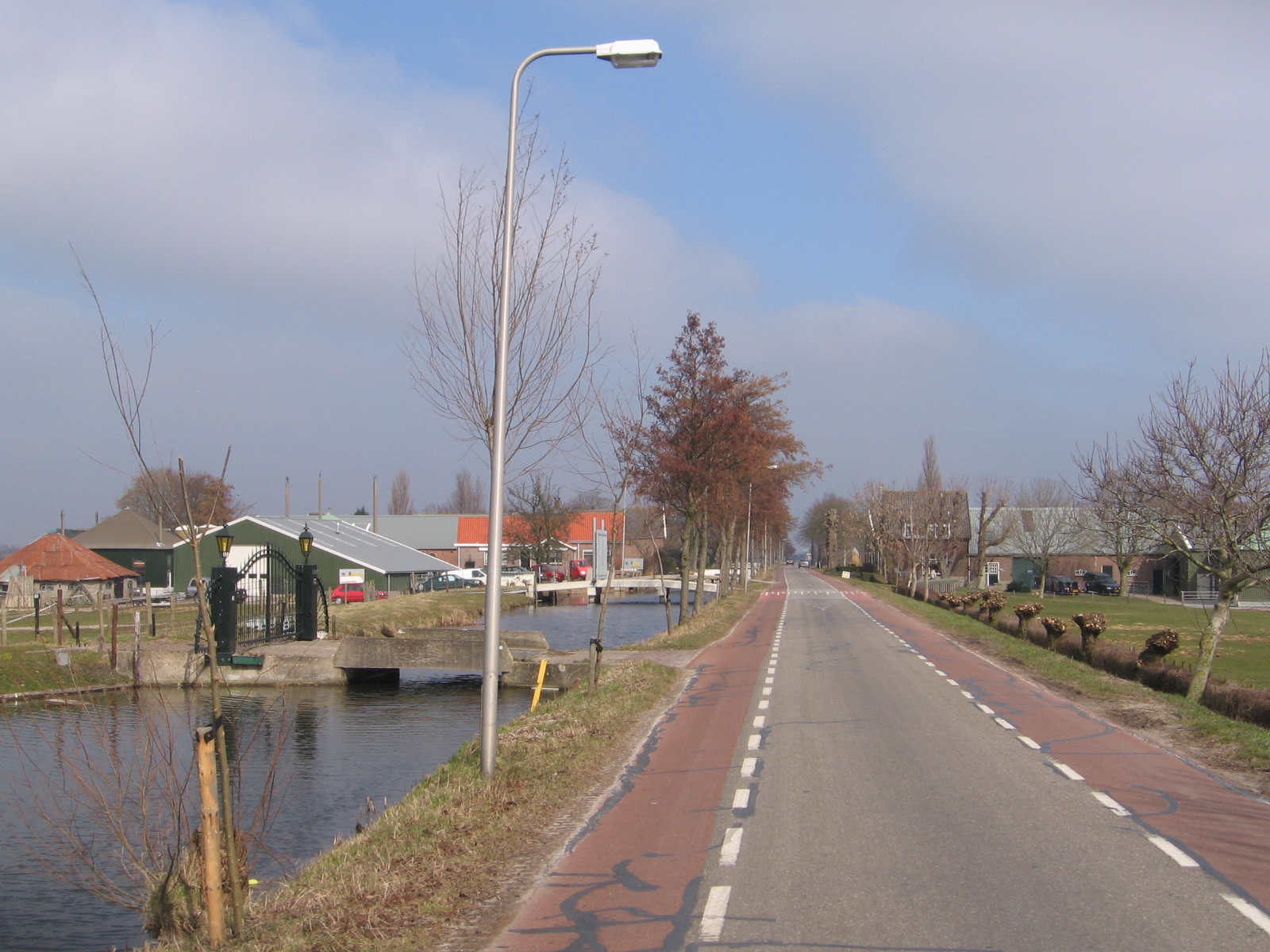
Lintbebouwing langs de Gelderswoudseweg
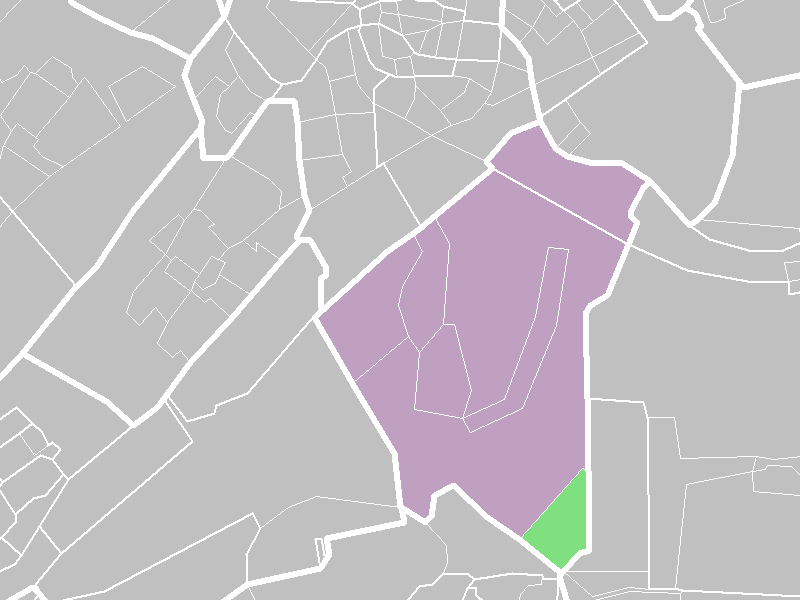
Afgrenzing volgens het CBS (groen)

Dorpen: Gelderswoude · Zoeterwoude-Dorp · Zoeterwoude-Rijndijk

Buurtschappen: Noord Aa · Miening · Weipoort · Westeinde · Zuidbuurt

Verspreide huizen: Geerpolder

Voormalige buurtschap: Hoogstraat · Noordbuurt 

Zuid-Holland: Steden en dorpen    Nederland: Provincies · Gemeenten